# مقياس البصر
مقياس البصر (بالإنجليزية: Optometer)‏ هو جهاز يستخدم لقياس كروية ولابؤرية العين لصنع النظارات منذ منتصف القرن الثامن عشر حتى ظهور الأجهزة الحديثة عام 1922، صاغ دبليو بورتيرفيلد هذا المصطلح لأول مرة في عام 1738، واستخدم هذا المصطلح لمدة 200 سنة لوصف العديد من الاختراعات المختلفة لقياس خطأ الانكسار في العين، وقد انخفض تمامًا استخدام هذا الجهاز اليوم لقياس كروية ولابؤرية العين لصنع النظارات بعد ظهور الأجهزة الحديثة، مثل محرك الإبصار.

## الفوروبتر الحديث

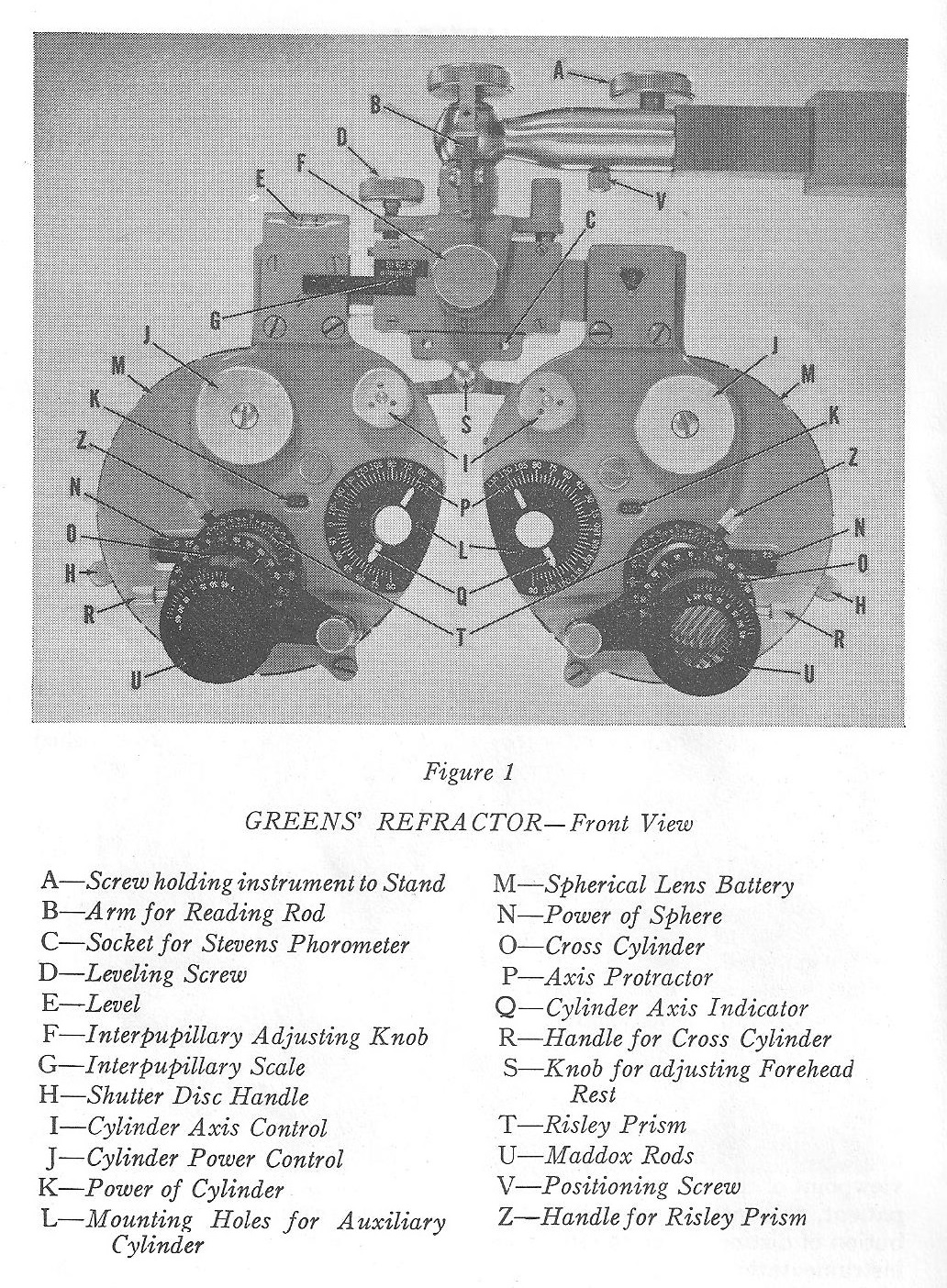
معالج انكسار غرين 1934 - 1978

في منتصف القرن التاسع عشر، أجرى الأطباء اختبارًا للخطأ البصري باستخدام عدسات اليد الواحدة، التي تستخدم في وقت واحد أمام عين المريض، أو في إطار تجريبي. تُركب عشرات أو مئات العدسات أمام عين المريض، أو بالقرب من كرسي المريض، أو أثناء فحص الطبيب للمريض.
في الجزء الأخير من القرن التاسع عشر، كانت الولايات المتحدة وألمانيا وفرنسا والمملكة المتحدة تخترع العديد من أجهزة القياس الميكانيكية، لتسريع عملية جلب العدسات التي تناسب عيون المرضى. تم بيع العديد من أجهزة قياس البصريات التي حصلت على براءة اختراع أو غير الموثقة في جميع أنحاء أوروبا في وقت لاحق من القرن التاسع عشر ومطلع القرن العشرين، وكان بعضها يحتوي على بطاريات دورية للعدسات في ترتيبات مختلفة، والتي كانت تحمل عادةً اسم المخترع.
وفي عام 1910، تم اختبار ثنائية عدسة العين باستخدام أطر تجريبية تُركب على وجه المريض أو على شريط الدعم، مع أجهزة اختبار إضافية تضاف إلى الجزء الأمامي من الإطارات، مثل قضبان مادوكس، والمناشير الدورية، و فورومترز. تم إجراء جزء الانكسار من الاختبار باستخدام العدسات التي تناسب الجزء الخلفي من نفس الإطار. كان يطلق مصطلح الأوبتوميتر كمصطلح عام للأجهزة، المعقدة والبسيطة، مع تناوب استخدام البطاريات والعدسات الاسطوانية التي توضع أمام كل عين، لذلك لم يكن هناك أي اختبار لثنائية عدسة العين. عندما تم الجمع بين الأوبتوميتر والفوروميتر في جهاز واحدة في منتصف 1910، ظهر لدينا الفوروبتر الحديث.

## أمثلة لجهاز الأوبتوميتر

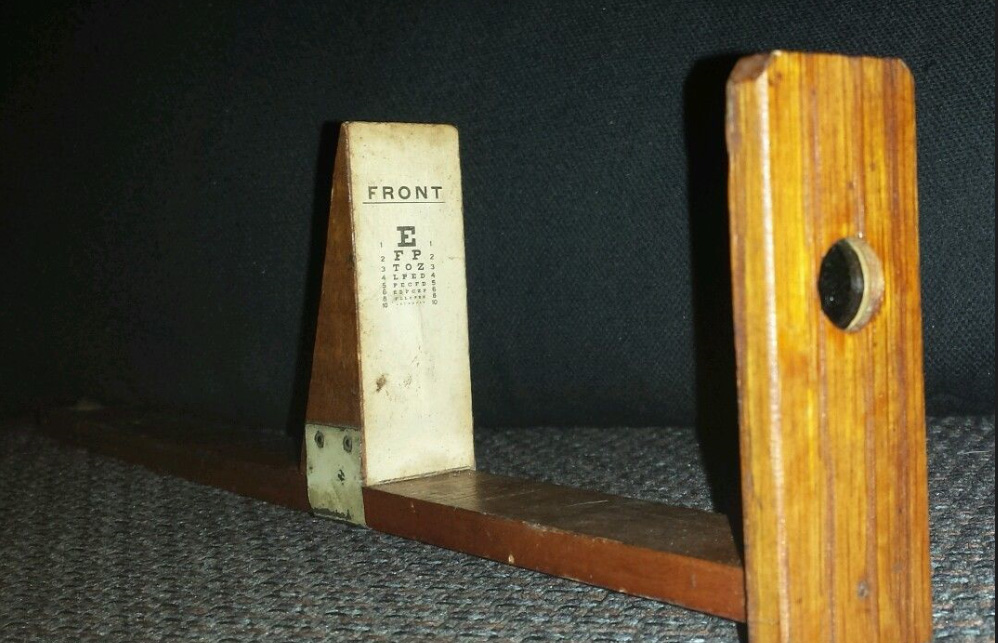
أوبتوميتر ذو عدسة واحدة من القرن الثامن عشر
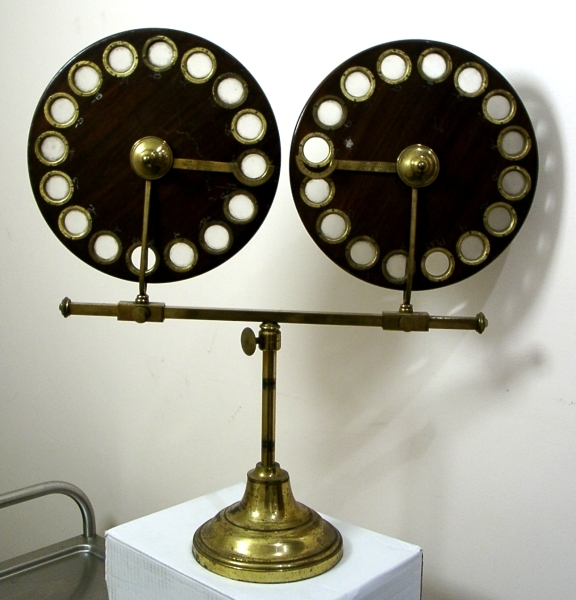
أوبتوميتر دافيدسون.
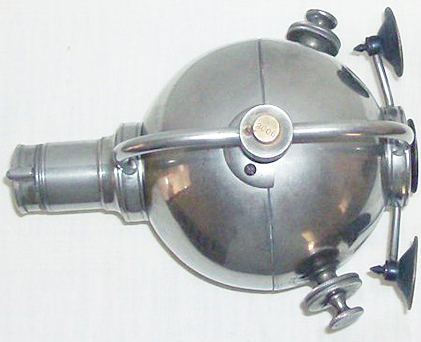
أوبتوميتر جونسون الأمريكي، 1882
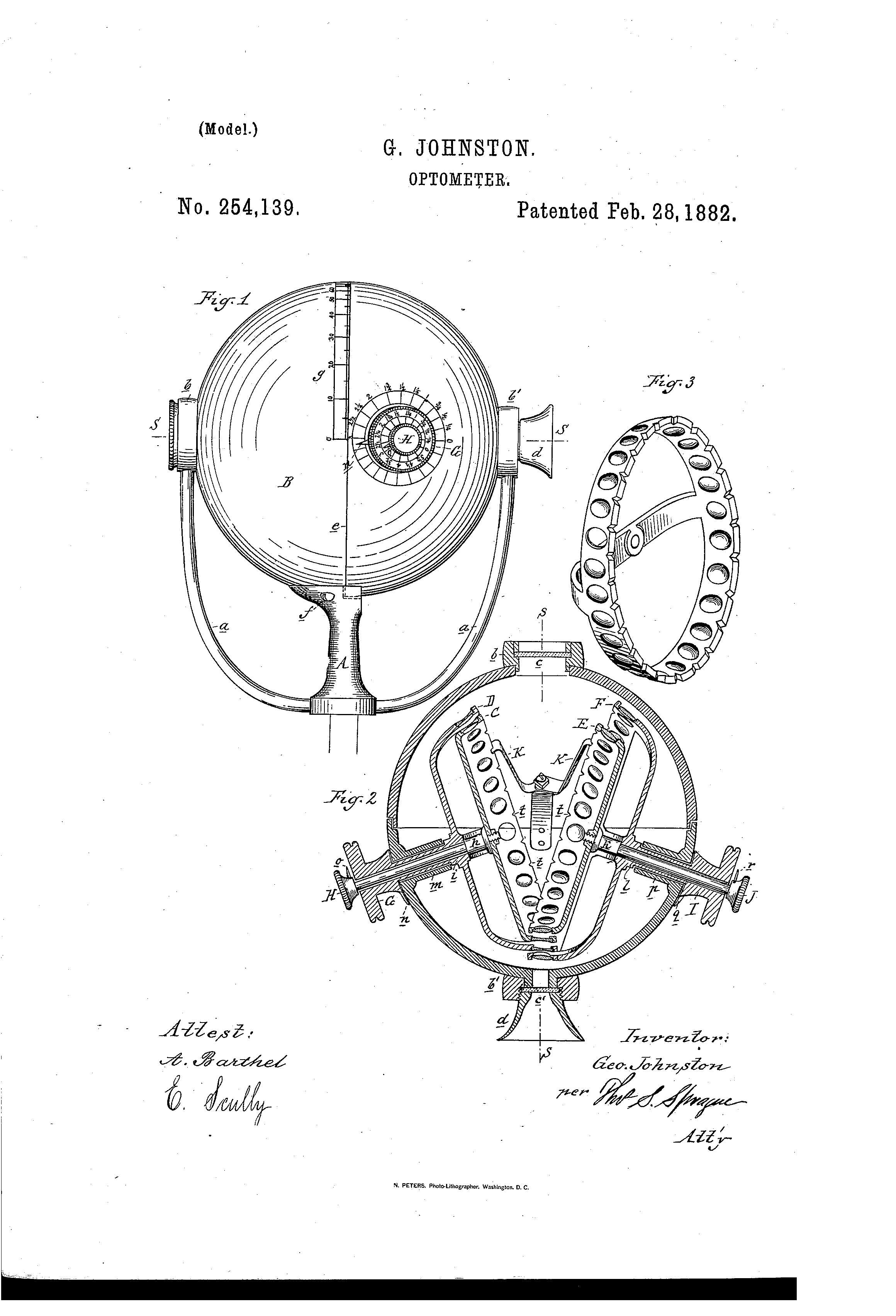
تعديل لأوبتوميتر جونسن
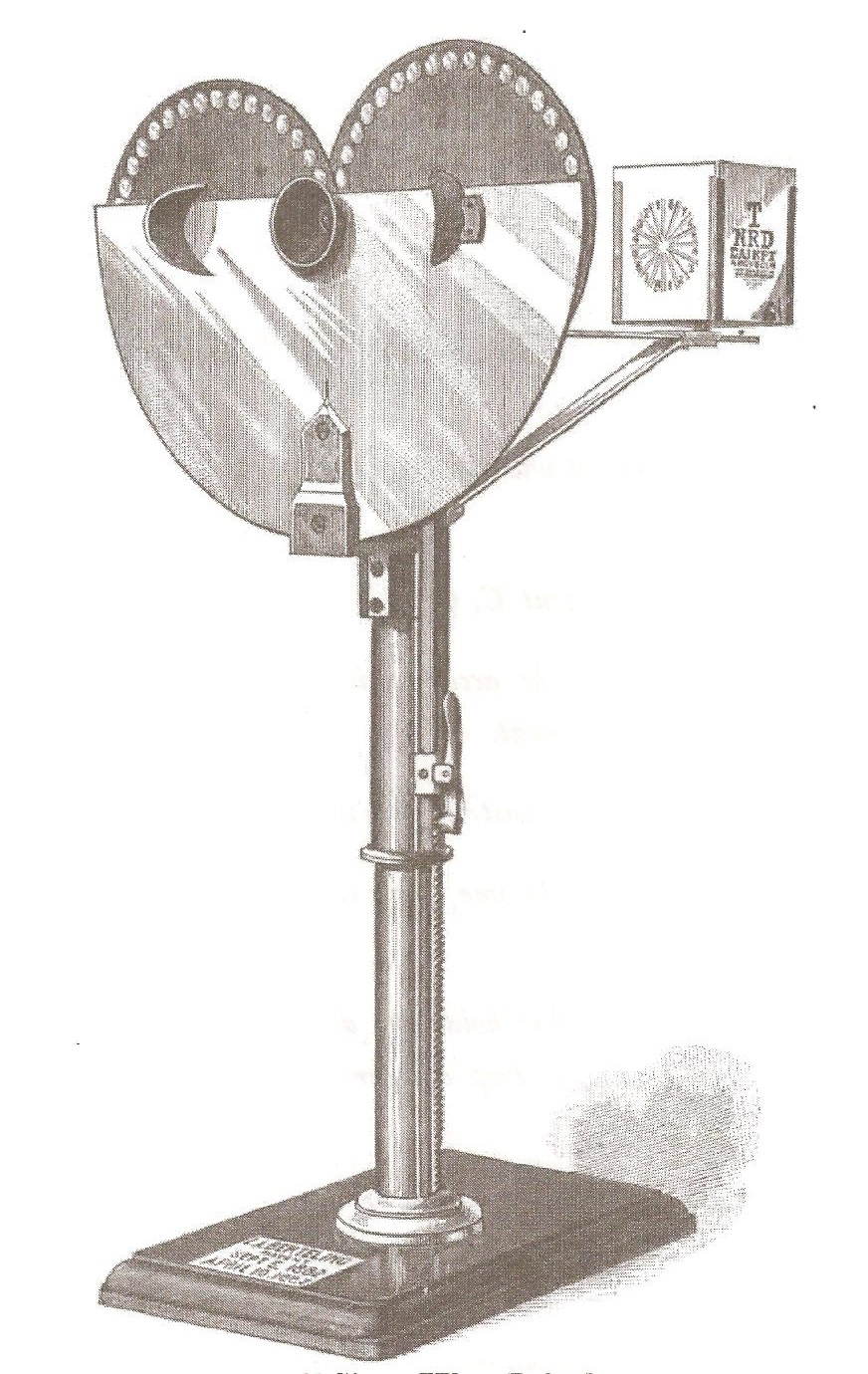
أوبتوميتر بيرلنج المعقد.
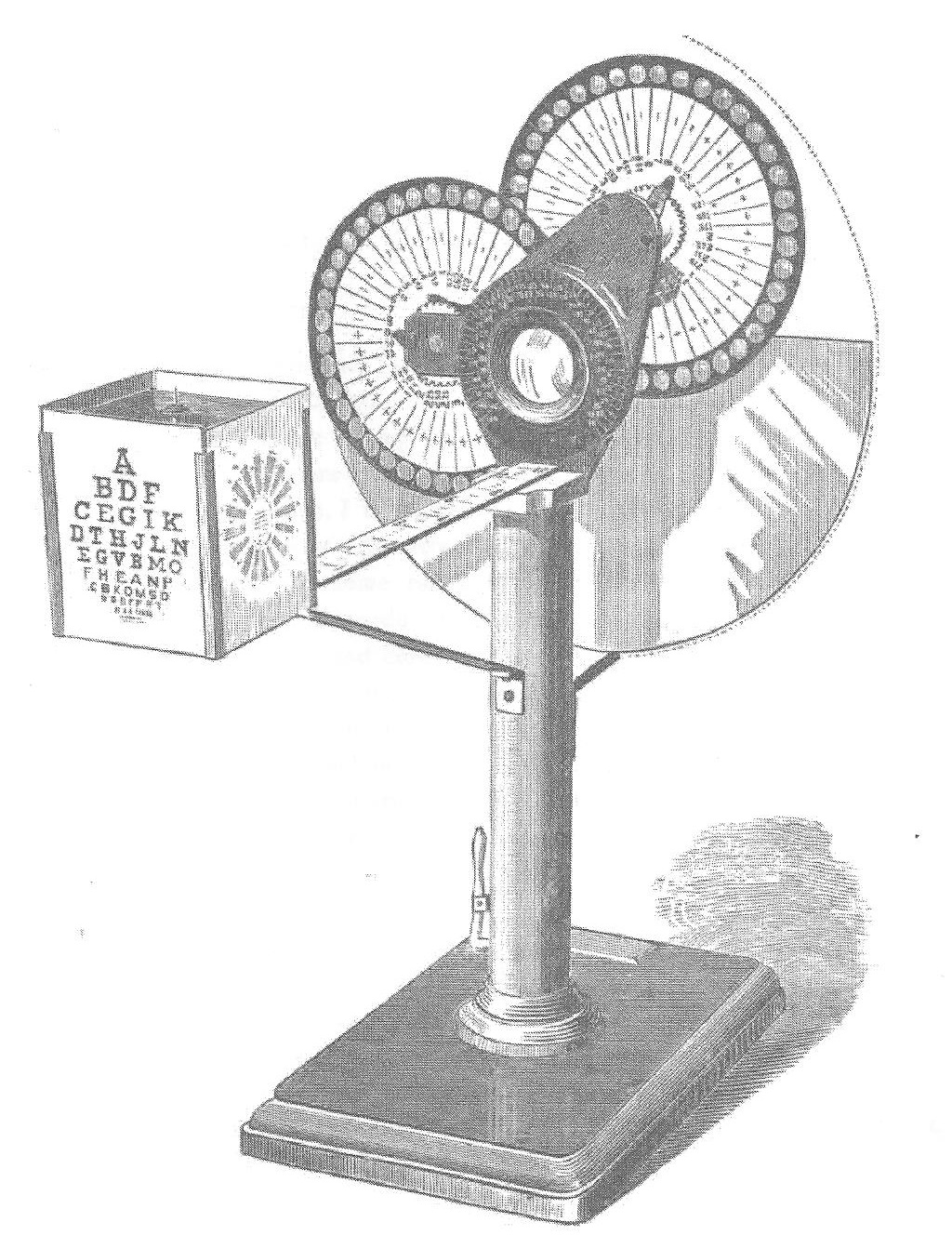
منظر أمامي لأوبتوميتر بيرلنج عام 1885
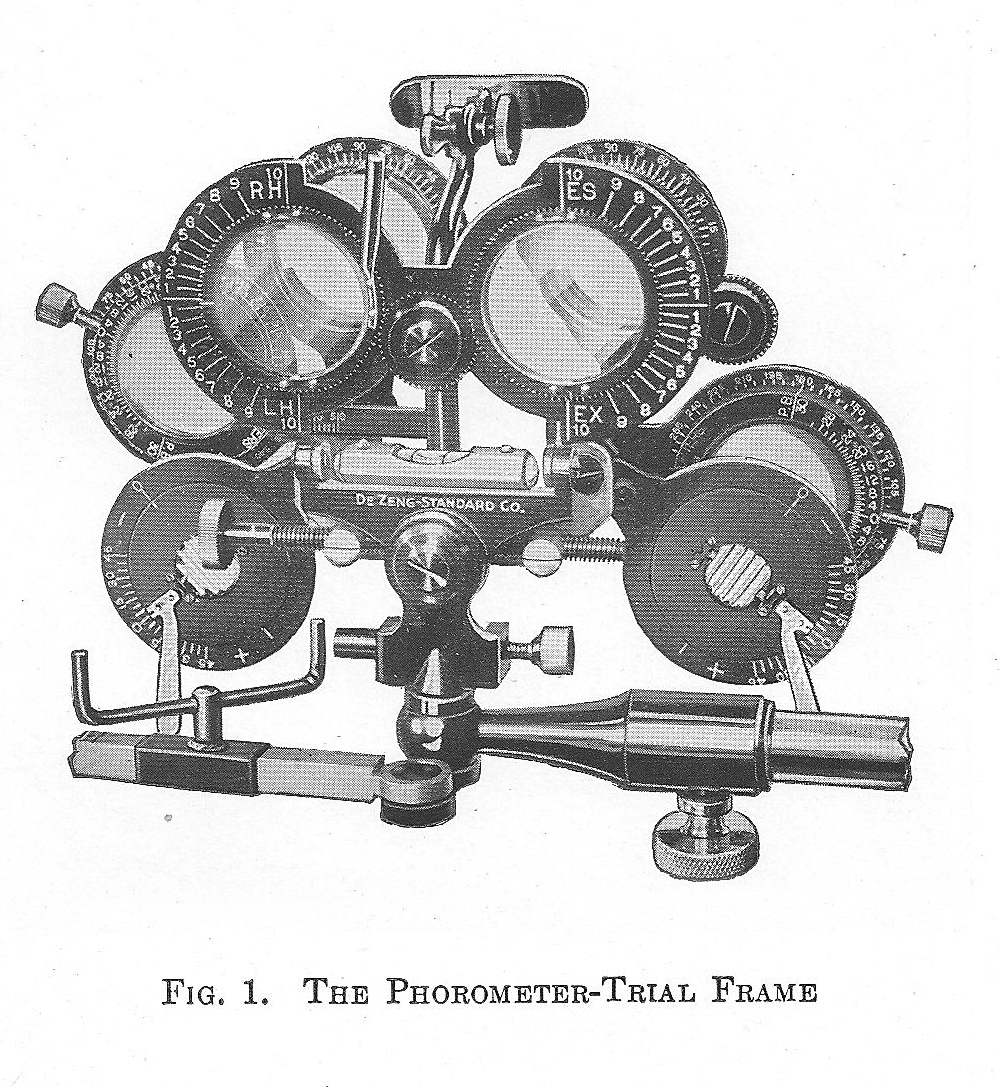
الاطار التجريبي لأوبتوميتر زينج عام 1909.
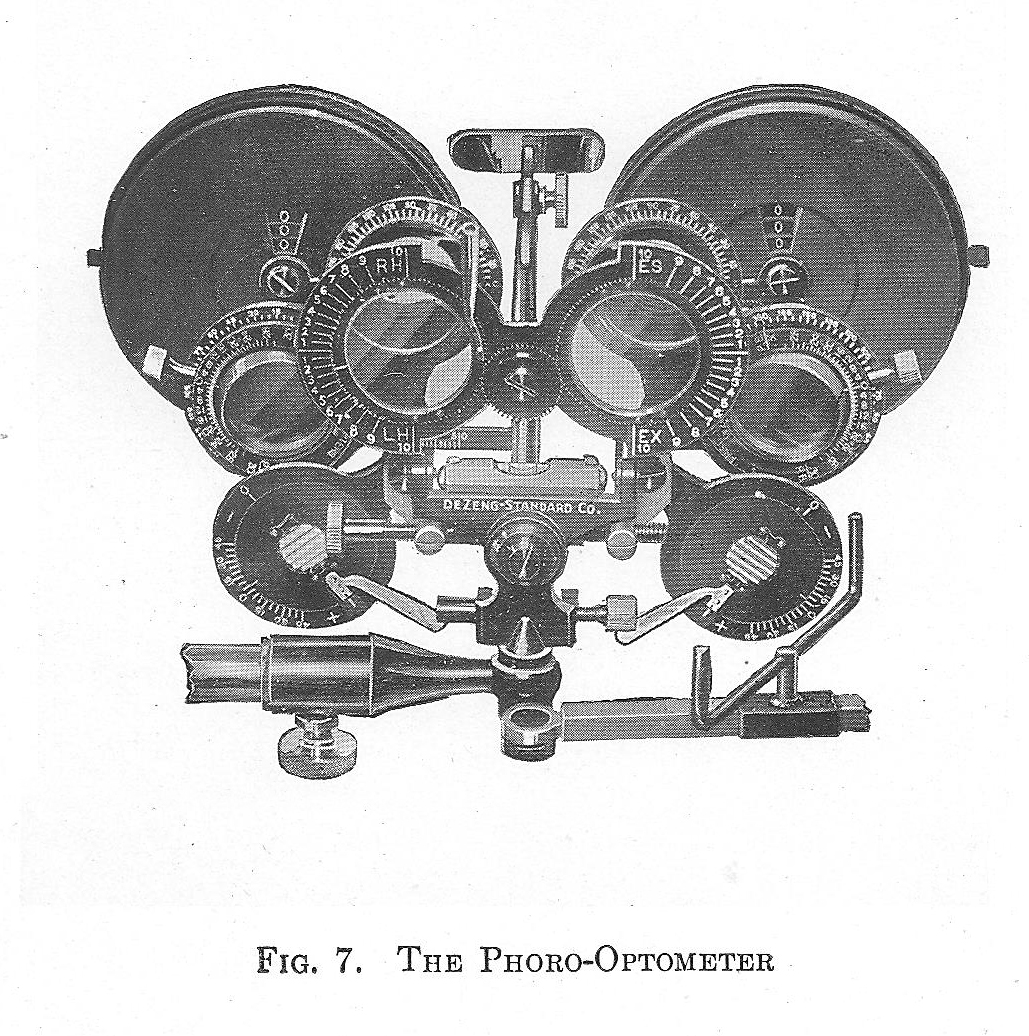
زينج فوروأوبتوميتر عام 1917.
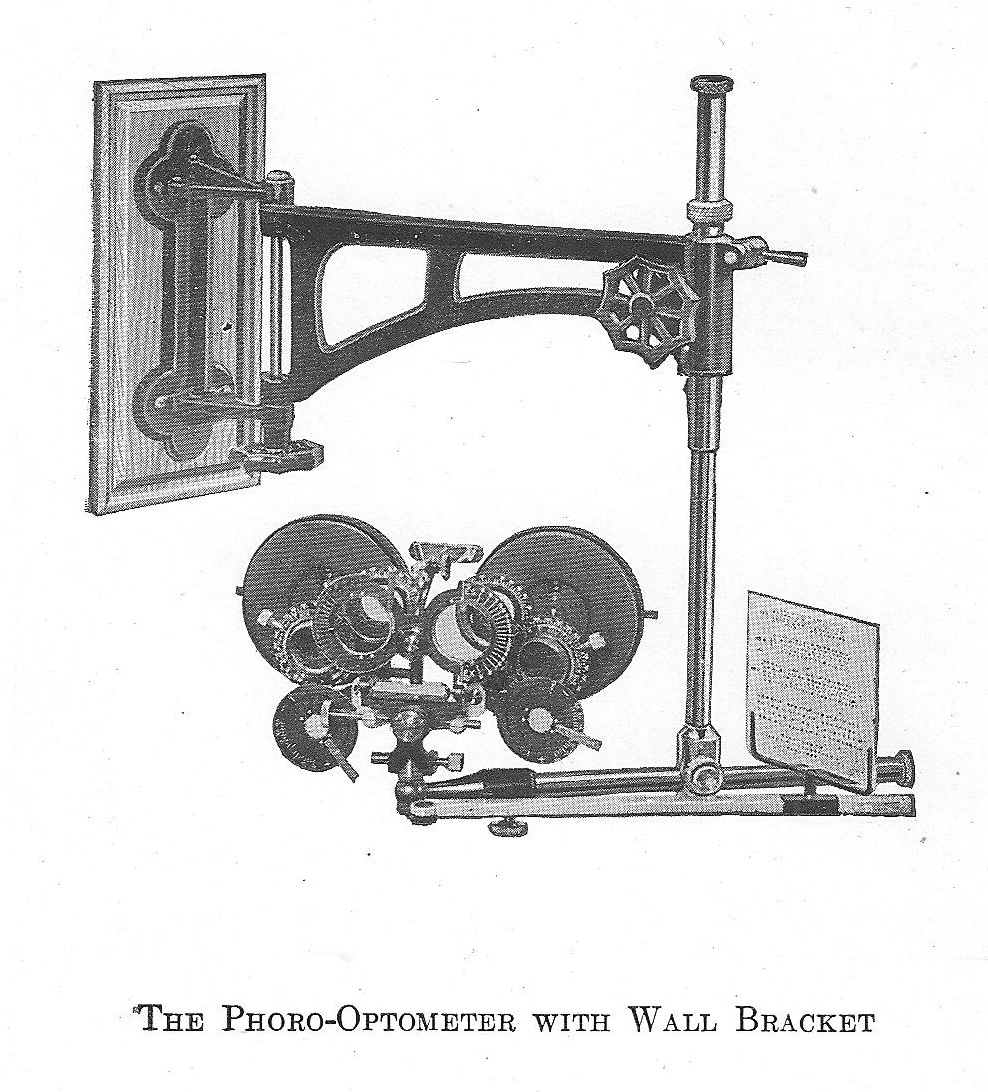
زينج فورو أوبتوميتر مزود بمقياس ثنائية عدسة العين1917 .

ظهر حديثًا الفوروبتر، وهو مصطلح يطلق على عدة أسماء للأدوات الحديثة التي تحتوي على مقياس البصريات (مقياس العدسات لتحديد الخطأ البصري)، جنبًا إلى جنب مع المنشور والمرفقات الأخرى لقياس درجة الرؤية المزدوجة.